# Boris Feoktistowitsch Safonow

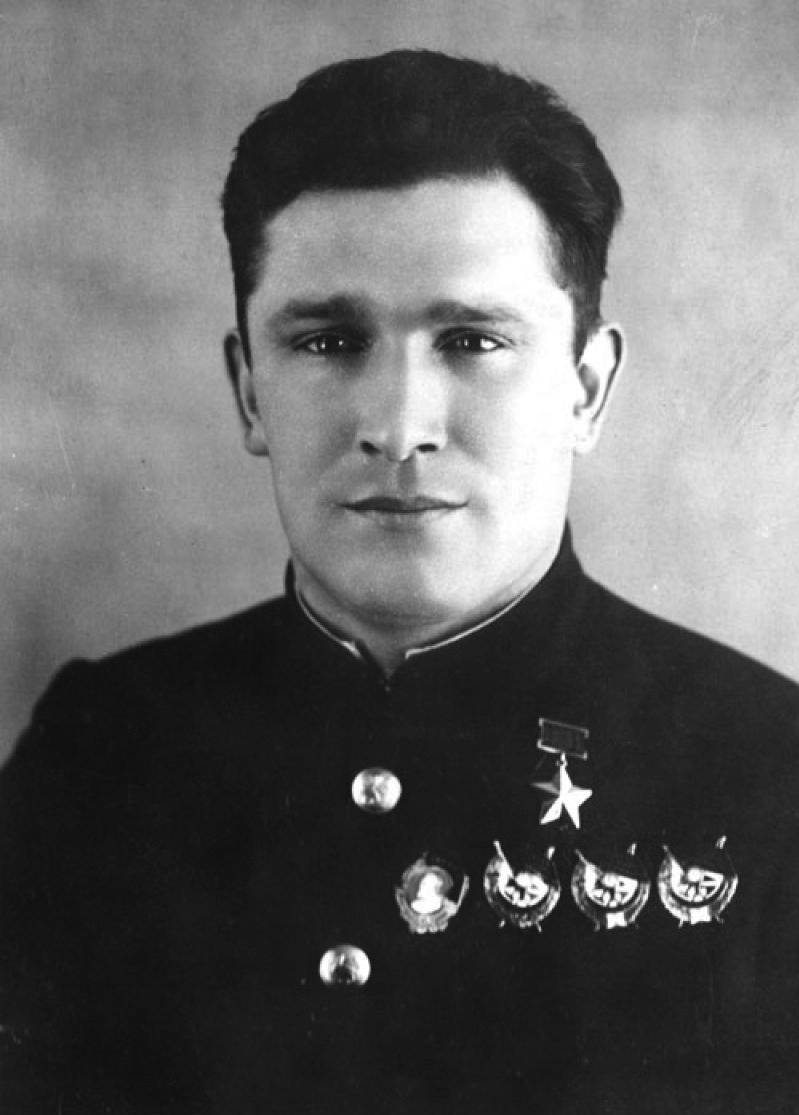
Boris Safonow, 1942

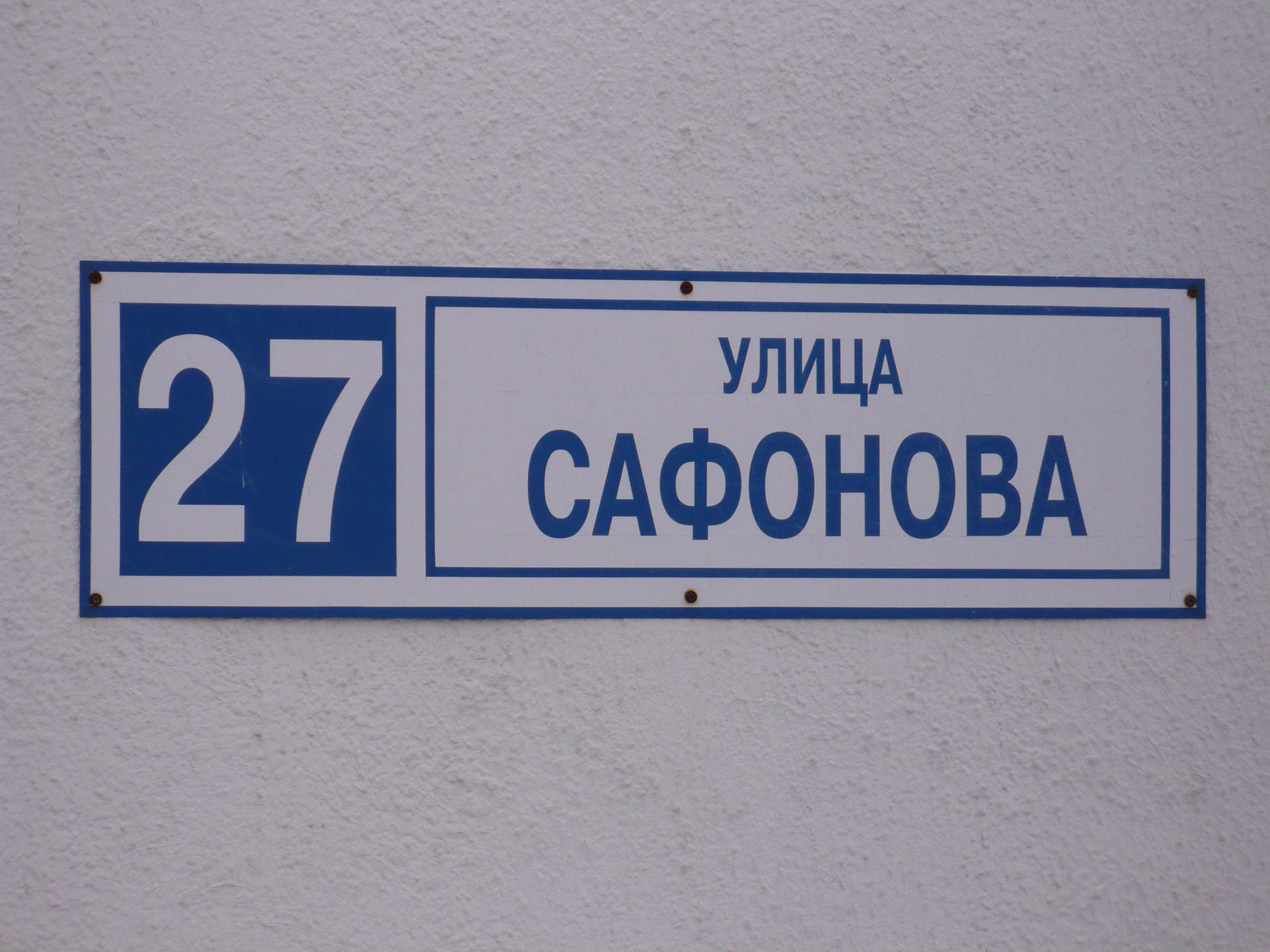
Safonow-Straße in Seweromorsk

Boris Feoktistowitsch Safonow (russisch Борис Феоктистович Сафонов, wiss. Transliteration Boris Feoktistovič Safonov; * 13.jul. / 26. August 1915greg. 1915 in Sinjawino (Gouvernement Tula); † 30. Mai 1942 über der Barentssee) war ein sowjetischer Pilot.

## Leben
Er lernte zunächst in Tula an der Eisenbahnerschule, trat 1930 der OSSOAWIACHIM bei, kam dort in Kontakt zu Segelfliegern und erwarb 1932 den Segelflugschein. 1933 begann er seinen Militärdienst. Safonow beendete 1937 seine Fliegerausbildung an einer militärischen Flugschule in Katscha und ging dann zu den Seefliegern der Nordflotte, wo er 1940 Kettenkommandeur wurde.
Safonow war bei Beginn des „Großen Vaterländischen Krieges“ Staffelkommandeur im 72. SAP WWS-WMF (72. Gemischtes Fliegerregiment der Luftstreitkräfte der Seekriegsflotte). Bei 234 Kampfeinsätzen im Raum um Murmansk schoss er mindestens 20 feindliche Flugzeuge ab. Andere Quellen sprechen von 39 Abschüssen. Aus deutschen Quellen lassen sich 14 Luftsiege bestätigen. Damit ist er der erfolgreichste sowjetische Jagdflieger des Jahres 1941. Seinen ersten Luftsieg erzielte Safonow am 24. Juni 1941, als er eine Junkers Ju 88 (W.Nr.8173 der 6./KG 30) abschoss.
Im Oktober 1941 wurde er Kommandeur des 78. IAP WWS-WMF (78. Jagdfliegerregiment der Luftstreitkräfte der Seekriegsflotte), später das 2. GwSAP WWS-WMF (2. Gemischtes Gardefliegerregiment der Luftstreitkräfte der Seekriegsflotte). Dieses Regiment wurde zunächst mit Hawker Hurricane ausgerüstet, rüstete jedoch später auf amerikanische Curtiss P-40 „Warhawk“ um. Britische Piloten, die die Sowjets auf der Hurricane ausbildeten, zeigten sich erstaunt über das fliegerische Können von Safonow, der die Hurricane sofort beherrschte.
Er kam bei der Eskorte des Geleitzuges PQ-16 ums Leben. Gegen 10:35 Uhr funkte er, dass er drei Gegner abgeschossen habe (seine letzten drei Abschüsse wurden nur aufgrund dieses Funkspruches bestätigt), aber wegen Motorschadens notwassern müsse. Seine marineblaue P-40E wurde nie wieder gesehen. Wahrscheinlich ist Safonow nach der Notlandung in der Barentssee an Unterkühlung gestorben. Seine Leiche wurde nicht gefunden.
Für seine hohen Abschusszahlen wurde er zweimal als Held der Sowjetunion ausgezeichnet. Die erste Verleihung erfolgte am 16. September 1941 im Range eines Hauptmanns. Die zweite Auszeichnung erfolgte postum am 14. Juni 1942. Zusätzlich war ihm am 17. März 1942 als einem der wenigen sowjetischen Piloten das britische Distinguished Flying Cross für seine Leistungen während der Operation Benedict verliehen worden.

## Wirken

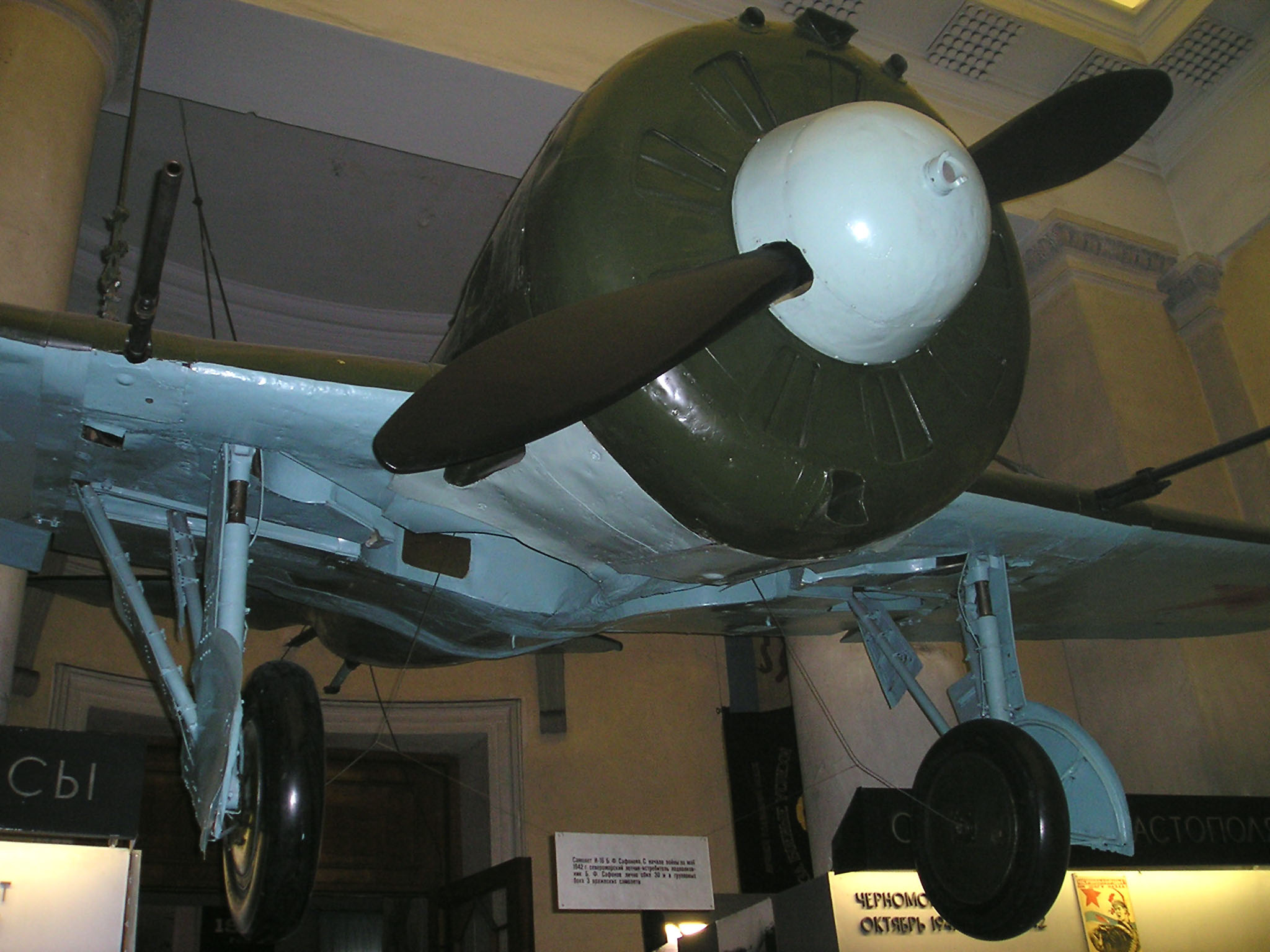
Von Safonow geflogene I-16 im Marinemuseum St. Petersburg

Safonow wurde insbesondere deswegen berühmt, weil er die Mehrzahl seiner Abschüsse mit einer Polikarpow I-16 gegen Flugzeuge errang, die von überlegenen deutschen Messerschmitt Bf 109 begleitet wurden. Safonow galt bei seinen Kameraden als „Leitwolf“, der den anderen Jagdfliegern in einer fast hoffnungslosen Situation immer wieder Mut gab.
Die meisten seiner Abschüsse erzielte er gegen einzeln fliegende Aufklärungsflugzeuge, aber auch einige Bf 109 waren darunter.
Das Abschießen von einzelnen Ju 88 mit einer I-16 erforderte großes Geschick, da der Bomber schneller war als der Jäger.
Unter seiner Führung gelang den sowjetischen Jagdfliegern im hohen Norden, was sonst an keiner Front möglich war: sie erfochten ein Patt mit der Luftwaffe, der es nicht gelang, die Luftüberlegenheit zu sichern. Das war einer der Schlüsselfaktoren dafür, dass Murmansk nicht von den Gebirgsjägern eingenommen wurde.
Dieser Erfolg lag aber auch an der zahlenmäßigen Schwäche der Luftwaffe. Im direkten Vergleich verlor die WWS mehr Flugzeuge als die Deutschen, diese konnten aber die Nordmeerfliegerkräfte nie ganz ausschalten.